# Augustin Presecan
Augustin Presecan (n. 30 martie 1933 în comuna Mărtinești, Cluj – d. 6 aprilie 1978, București) a fost un arhitect și urbanist român. 

## Biografie
Tatal său, Nicolae Presecan, a fost mecanic de locomotiva CFR. Urmează 4 clase primare în comuna Mărtinești apoi Școala Pedagogică de la Abrud. 
Și-a continuat studiile la Institutul de Arhitectură “Ion Mincu” din București și la Institutul de Arhitectură din Moscova.
În 1959, după finalizarea studiilor, este repartizat la Direcția de Sistematizare, Arhitectură, Proiectări Cluj, în funcție de proiectant. Devine șef de atelier sistematizare și apoi director tehnic în acest institut, din 1969. A fost proiectant șef pentru cartierele Grigorescu și Gheorgheni dar și pentru ansamblul „Abator”, (cartierul Gheorgheni este propus, în 2016, să devină monument istoric). 
A contribuit și la acțiunea de urbanizare de la Turda, Dej, Iernut, Sângeorz Băi. 
Presecan a fost trimis în 1974 de Guvernul României ca reprezentant al României la CAER Moscova, în probleme de sistematizare și urbanism. S-a întors în 1978, grav bolnav de cancer ganglionar și pulmonar, s-a stins din viață la Clinica Ftiziologică din Cluj.
Din 2017, la solicitarea Ordinului Arhitecților din România, o stradă din Cluj-Napoca, Cartierul Andrei Mureșanu, îi poartă numele.